# Андерсон, Фил
Филип («Фил») Грант Андерсон (англ. Philip Grant Anderson; род. 12 марта 1958, в Лондоне, Великобритания) — австралийский профессиональный шоссейный велогонщик.

## Достижения

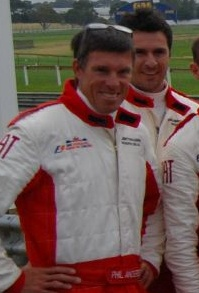
Фил Андерсон в 2008 году

1978
1-й  Чемпион Австралии — Групповая гонка (любители)
1-й  Чемпион Австралии — Командная гонка с раздельным стартом (любители)
1-й  Игры Содружества — Групповая гонка
1-й — Этап 2 Coors Classic
1979
1-й Tour de l'Essonne — Генеральная классификация
1-й — Этапы 2 и 4
1-й Гран-при Наций (ИГ) (любители)
1-й Гран-при Исуара
1980
2-й Étoile des Espoirs — Генеральная классификация
1-й — Этап 3 (вместе с Фредериком Вишо)
2-й Париж — Бурж
10-й Париж — Тур
1981
1-й Tour de l'Aude
1-й — Этап 3 Тур Корсики
7-й Амстел Голд Рейс
10-й Тур де Франс — Генеральная классификация
1982
Тур де Франс
5-й — Генеральная классификация
1-й  — Молодёжная классификация
1-й — Этап 2
 — Лидер в Генеральной классификации после этапов 2-11
5-й Амстел Голд Рейс
6-й Эшборн — Франкфурт
7-й Гент — Вевельгем
7-й Критериум Дофине — Генеральная классификация
8-й Бретань Классик
9-й Флеш Валонь
1983
1-й Амстел Голд Рейс
1-й Tour de l'Aude — Генеральная классификация
1-й — Этап 2
2-й Тур Романдии — Генеральная классификация
1-й — Этап 5
3-й Париж — Бурж
3-й Гран-при Валлонии
4-й Льеж — Бастонь — Льеж
6-й Критериум Дофине — Генеральная классификация
1-й — Пролог и Этап 3
8-й Джиро ди Ломбардия
9-й Тур Фландрии
9-й Тур де Франс — Генеральная классификация
9-й Чемпионат мира — Групповая гонка (профессионалы)
10-й Эшборн — Франкфурт
1984
1-й Эшборн — Франкфурт
1-й Чемпионат Цюриха
1-й  Неделя Каталонии — Генеральная классификация
1-й — Этап 4b (ИГ)
2-й Super Prestige Pernod
5-й Тур Швейцарии — Генеральная классификация
5-й Париж — Тур
5-й Париж — Ницца — Генеральная классификация
7-й Париж — Брюссель
7-й Критериум Дофине — Генеральная классификация
1-й — Этап 6
9-й Флеш Валонь
10-й Тур де Франс — Генеральная классификация
1985
1-й  Критериум Дофине — Генеральная классификация
1-й — Этап 2
1-й  Тур Швейцарии — Генеральная классификация
1-й — Очковая классификация
1-й — Горная классификация
1-й — Этапы 1, 5b (ИГ) и 8
1-й Эшборн — Франкфурт
1-й E3 Харелбеке
1-й  Тур Средиземноморья — Генеральная классификация
1-й — Этап 4b (ИГ)
1-й — Этапы 2 и 3b (ИГ) Тур Бельгии
2-й Тур Фландрии
2-й Гент — Вевельгем
2-й Неделя Каталонии — Генеральная классификация
1-й — Этапы 2 и 3
2-й Super Prestige Pernod
3-й Гран-при Эдди Меркса
4-й Париж — Ницца — Генеральная классификация
5-й Амстел Голд Рейс
5-й Тур де Франс — Генеральная классификация
7-й Льеж — Бастонь — Льеж
1986
1-й Париж — Тур
1-й — Этапы 3b и 4 Тур Ирландии
1-й — Этап 4 Coors Classic
3-й Джиро ди Ломбардия
1987
1-й Милан — Турин
6-й Амстел Голд Рейс
7-й Джиро д’Италия — Генеральная классификация
9-й Эшборн — Франкфурт
10-й Гент — Вевельгем
1988
1-й  Тур Дании — Генеральная классификация
1-й — Этап 3
1-й — Этапы 2 и 4 Тур Ирландии
2-й Тур Фландрии
2-й Милан — Турин
6-й Чемпионат Цюриха
7-й Тиррено — Адриатико — Генеральная классификация
1-й — Пролог
9-й Льеж — Бастонь — Льеж
1989
1-й Тур Романдии — Генеральная классификация
1-й — Этап 1
1-й — Этап 17 Джиро д’Италия
1-й — Этап 2 Тур Британии
1-й — Этап 5 Тур Ирландии
3-й Льеж — Бастонь — Льеж
1990
Джиро д’Италия
1-й  — Классификация Интерджиро
1-й — Этап 4b
1-й — Этап 5 Тур Люксембурга
2-й Париж — Тур
4-й Три дня Де-Панне — Генеральная классификация
10-й Амстел Голд Рейс
1991
1-й — Этап 10 Тур де Франс
1-й  Тур Средиземноморья — Генеральная классификация
1-й — Этапы 5 и 6
1-й  Международная неделя Коппи и Бартали — Генеральная классификация
1-й — Этап 6
1-й  Тур Британии — Генеральная классификация
1-й — Этапы 1 и 3
1-й — Этап 8 Тур Швейцарии
1-й — Этап 4 Tour DuPont
2-й E3 Харелбеке
7-й Милан — Сан-Ремо
7-й Чемпионат Цюриха
10-й Мировой шоссейный кубок UCI
1992
1-й Гран-при Исберга
1-й  Тур Ирландии — Генеральная классификация
1-й — Этап 4
1-й — Этапы 5, 8 и 9 Tour DuPont
3-й Reading Classic
3-й Международная неделя Коппи и Бартали — Генеральная классификация
3-й Париж — Брюссель
6-й Париж — Тур
1993
1-й  Тур Британии — Генеральная классификация
1-й — Этап 1
1-й  Тур Швеции — Генеральная классификация
1-й — Этап 4
1-й Гран-при Раймонда Импаниса
3-й Reading Classic
1994
1-й  Игры Содружества — Командная гонка с раздельным стартом
1-й — Этап 4 Mitchelton Bay Classic
2-й Reading Classic
3-й Trophée Luis Puig
3-й Ницца – Алассио

## Статистика выступлений

### Гранд-туры
| Гранд-тур                 | 1981 | 1982 | 1983 | 1984 | 1985 | 1986 | 1987 | 1988 | 1989 | 1990 | 1991 | 1992 | 1993 | 1994 |
| ------------------------- | ---- | ---- | ---- | ---- | ---- | ---- | ---- | ---- | ---- | ---- | ---- | ---- | ---- | ---- |
| Джиро д’Италия            | —    | —    | —    | —    | —    | —    | 7    | —    | 13   | 33   | —    | —    | —    | —    |
| Тур де Франс              | 10   | 5    | 9    | 10   | 5    | 39   | 27   | —    | 38   | 71   | 45   | 81   | 84   | 69   |
| (c 2010 ) Вуэльта Испании | —    | —    | —    | —    | —    | —    | —    | —    | —    | —    | —    | —    | —    | —    |

| — | Не участвовал |